# 布瓦东
布瓦东（法語：Boisdon，法語發音：[bwadɔ̃] ⓘ）是法国塞纳-马恩省的一个市镇，属于普罗万区。

## 地理
布瓦东（48°41'6"N, 3°13'29"E）面积4.3 平方千米，位于法国法蘭西島大區塞纳-马恩省，该省份为法国北部内陆省份，北起瓦兹省，西接埃松省、马恩河谷省、塞纳-圣但尼省和瓦兹河谷省，南至卢瓦雷省，东南接约讷省，东临马恩省和奥布省，东北接埃纳省。
与布瓦东接壤的市镇（或旧市镇、城区）包括：巴诺-维勒加尼翁、伯扎勒、弗雷图瓦。

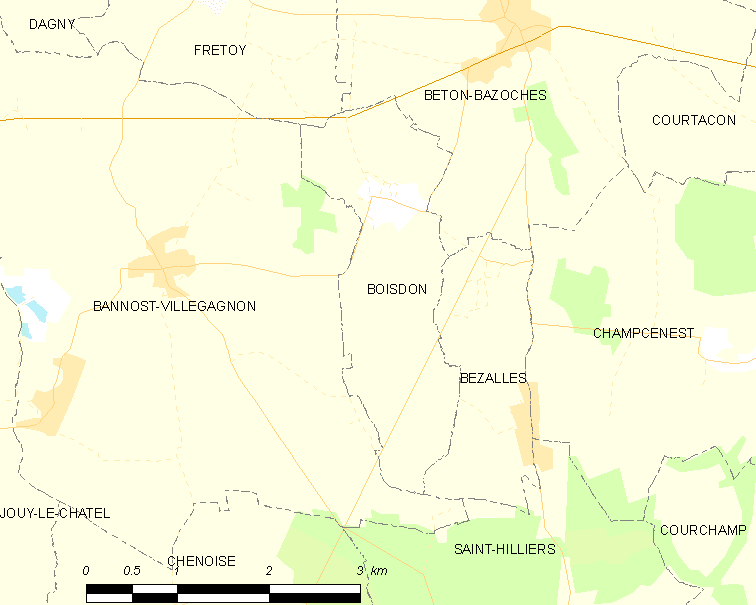
布瓦东的OSM定位图

布瓦东的时区为UTC+01:00、UTC+02:00（夏令时）。

## 行政
布瓦东的邮政编码为77970，INSEE市镇编码为77036。

## 政治
布瓦东所属的省级选区为普罗万县。

## 人口

1962-2008年间布瓦东人口变化图示

布瓦东于2022年1月1日时的人口数量为135人。